# 元凤政变
元凤政变，是指发生在西汉汉昭帝元鳳元年（前80年）的一场未遂政变，发动者为上官桀父子及桑弘羊一伙，目的是铲除大权独揽的霍光。最终失败反被霍光所除。

## 过程
汉武帝临终立年仅八岁汉昭帝，并留遗诏让霍光，金日䃅，上官桀，桑弘羊，等人辅佐幼主。四人中以大司马大将军霍光的官位最显权力最大。霍光与上官桀及桑弘羊因人事任免和政见爆发政治斗争。上官桀与桑弘羊同没能继承皇位心怀不满的刘旦结成政治同盟，意图铲除霍光，废汉昭帝。刘旦等人趁霍光休假向汉昭帝上书诬陷霍光有谋反意图，希望带军队入京保护皇上，想借机发动政变。但汉昭帝有所察觉，并未准诏。见此不成，反霍光集团准备直接设宴诱杀霍光，然后废黜昭帝，立燕王劉旦为帝，但计划还未执行就败露，上官桀上官安父子和桑弘羊被诛杀，鄂邑公主和燕王旦被逼自杀，霍光至此大权独揽，成为西汉朝廷实际上的最高决策者。